# ذا غراس إز غرين
The Grass Is Green هي أغنية للكندية نيللي فرتادو، طرحت في فبراير 2005 في ألمانيا فقط ولم تقم بتصويرها.

## معلومات الأغنية
- تاريخ الإصدار: 28 فبراير 2005
- التسجيل: 2003
- النوع: Pop، Rock
- المدة: 4:02
- كلمات:Nelly Furtado، Mike Elizondo
- ألحان: Mike Elizondo